# Селтинский уезд
Селтинский уезд (удм.  Сьӧлта утем) — административно-территориальная единица Вотской АО с 1921 по 1924 годы.

## История

### Образование уезда
Уезд образован декретом ВЦИК от 8 декабря 1921 года из волостей Малмыжского уезда Вятской губернии, отошедших в состав Вотской АО. В состав нового уезда вошли Валамазская, Васильевская, Селеговская волости Глазовского уезда, Копкинская, Новомултанская,, Селтинская, Сям-Можгинская, Ува-Туклинская, Узинская, Халдинская и Христорождественская волости Ижевского уезда.

### Упразднение уезда
Уезд был упразднён в результате административно-территориальной реформы 1924 года. Васильевская и Селеговская волости отошли в состав Глазовского уезда, образовав Курьинскую волость. Новомултанская, Сям-Можгинская, Ува-Туклинская, Селтинская, Халдинская, Валамазская, Христорождественская, Узинская и Копкинская — в состав Ижевского уезда, образовав Новомултанскую, Селтинскую, Старозятцинскую и Копкинскую волости.